# Tracy (Califòrnia)
Tracy és una població dels Estats Units a l'estat de Califòrnia. Segons el cens del 2009 tenia 81.714 habitants.

## Demografia
Segons el cens del 2000, Tracy tenia 56.929 habitants, 17.620 habitatges, i 14.307 famílies. La densitat de població era de 1.046,7 habitants/km².
Dels 17.620 habitatges en un 51,7% hi vivien nens de menys de 18 anys, en un 65% hi vivien parelles casades, en un 10,7% dones solteres, i en un 18,8% no eren unitats familiars. En el 14,4% dels habitatges hi vivien persones soles el 4,9% de les quals corresponia a persones de 65 anys o més que vivien soles. El nombre mitjà de persones vivint en cada habitatge era de 3,21 i el nombre mitjà de persones que vivien en cada família era de 3,56.
Per edats la població es repartia de la següent manera: un 34,4% tenia menys de 18 anys, un 7,5% entre 18 i 24, un 35% entre 25 i 44, un 16,7% de 45 a 60 i un 6,4% 65 anys o més.
L'edat mediana era de 31 anys. Per cada 100 dones de 18 o més anys hi havia 96,3 homes.
La renda mediana per habitatge era de 62.794 $ i la renda mediana per família de 67.464 $. Els homes tenien una renda mediana de 50.095 $ mentre que les dones 35.143 $. La renda per capita de la població era de 21.397 $. Entorn del 5,2% de les famílies i el 7% de la població estaven per davall del llindar de pobresa.

## Poblacions més properes
El següent diagrama mostra les poblacions més properes.